# ۱۱۴۲ (قمری)
۱۱۴۲ (قمری)، هزار و صد و چهل و دومین سال در گاهشماری هجری قمری است. اول محرم این سال برابر با بیست و هفتم ژوئیه سال ۱۷۲۹ میلادی است.